# Sulukule
Sulukule (lett. "la torre d'acqua") è un vecchio quartiere (in turco Semt) nell'area della penisola storica di Istanbul, nella municipalità di Fatih, adiacente alla parte occidentale delle mura Teodosiane. Occupata tradizionalmente da comunità rom. La presenza di Rom in questa parte della città risale al periodo Bizantino e nel XV secolo, dopo la conquista degli Ottomani il quartiere divenne insediamento permanente di Rom sedentari. 
Sulukule era famoso per le sue case di intrattenimento, dove i Rom suonavano musica e danzavano per i visitatori dalla città o da fuori. La chiusura di queste case nel 1992 causò un declino socioeconomico dell'area.
Oggi l'area di Sulukule è sotto minaccia di demolizione a causa delle "urgenti" trasformazioni urbanistiche proposte dalla municipalità di Fatih e della Istanbul metropolitana. I progetti vanno oltre l'area di Sulukule e coinvolgono l'intera penisola storica di Istanbul, entrambe facenti parte dell'area storica di Istanbul patrimonio universale dell'umanità dell'UNESCO.